# 郭狗狗
郭狗狗，中國元朝平陽翼城人，因為幼年時勇敢保護家人而被記載到《元史》中。
郭狗狗的父親郭寧是欽察先鋒使首領官，戍守大良平。宋朝將領史太尉率領軍隊攻打大良平，攻陷之後俘虜了郭寧全家。史太尉要殺郭寧，當時年僅5歲的郭狗狗告訴史太尉：「勿殺我父，當殺我．」（不要殺我父親，要殺就殺我。）史太尉感到驚奇，問郭寧說：「是兒幾歲耶？」（這孩子幾歲？）郭寧回答：「五歲。」史太尉說：「五歲兒能為是言，吾當全汝家。」（五歲就能說這樣的話，我要保全你全家。）於是史太尉派人送郭寧等人到合州去。

## 延伸阅读
[在维基数据编辑]
 《元史·卷197》，出自宋濂《元史》